# Ozicrypta mcarthurae
Ozicrypta mcarthurae is een spinnensoort uit de familie Barychelidae. De soort komt voor in Queensland.